# Stenaoplus tricoloratus
Stenaoplus tricoloratus är en stekelart som beskrevs av Heinrich 1968. Stenaoplus tricoloratus ingår i släktet Stenaoplus och familjen brokparasitsteklar. Utöver nominatformen finns också underarten S. t. kenyae.